# Ненасилна цивилна одбрана
Цивилна одбрана представља део одбране који обухвата скуп мера и активности усмерених на припреме за одбрану невојним средствима, обезбеђивање успешног функционисања државних органа, органа аутономних покрајина и јединица локалне самоуправе, привредних друштва и других правних лица, заштите и спасавања и обезбеђења услова за живот и рад грађана и задовољења потреба снага одбране у ванредном и ратном стању.
Један од садржаја цивилне одбране јесте и неоружано супростављање агресији. Основно обележје сваког рата је оружана борба, у тој борби противник ће тежити да оствари свој идеолошки утицај, политичку доминацију и привредно искоришћавање нападнуте стране. Да би то постигао, потребна је сарадња друштва, у коме ће настојати да је оствари повезивањем средстава убеђивања, притисака и принуде.
Ненасилна цивилна одбрана у оваквим условима постаје посебан облик испољавања друштвене силе према агресору. Сходно томе, можемо извући дефиницију појма ненасилне цивилне одбране под којом се подразумева одбрамбена политика цивилног друштва усмерена против војне агресије, политика која на плански и унапред припремљен начин комбинује одбијање сарадње и суочавање са противником како он не би био у стању да оствари своје циљеве, успостави и наметне становништву њему лојалан систем.

## Карактеристике и класификације
Основни садржаји који се остварују неоружаним облицима борбе јесу:
- наношење губитака агресору и другим снагама које би агресор ангажовао ради остваривања циљева
- спречавање и онемогућивање колаборациониста да се организују и ставе у службу агресора;
- спречавање агресора да у дејству са унутрашњим снагама успостави окупацију и систем власти какав њему одговара;
- спречавање и онемогућавање агресора да организује производњу и друге активности које би биле у функцији материјалног обезбеђења оружаних снага;
- спречавање агресора да под своју контролу стави институције јавних служби;
- заштита сопствених материјалних, културних, научних и других добара од уништења;
- свестрана морална, материјална и друга подршка и помоћ оружаним снагама[2].

Један од критеријума класификације јесте према циљевима који се желе постићи, те се не-оружани облици супростављања агресији могу поделити у три групе:
1. Облици неоружаног супростављања непријатељу усмерени на отежавање његових борбених дејстава и онемогућивање спровођење мере и поступака у циљу успоставе своје окупационе силе
2. Облици неоружаног супростављања агресији усмерени на обезбеђење и подршку ефикасности дејстава сопствених оружаних снага
3. Облици неоружаног супростављања од општег значаја за вођење оружане борбе

## Врсте

### Информативна-пропаганда
Њу спроводе оружане снаге, а такође се ангажују и цивилни органи и организације, министарства информисања и други друштвени и државни органи и организације.

### Супростављање колаборацији
Колаборацију чине војна, политичка, радно-производна, културна и друга сарадња грађана са оружаним снагама, било да се она врши из политичких, материјалних или других интереса. Метод борбе против колаборациониста је различит, почев од осуђивања, друштвеног презира, потпуне изолације , па до физичког обрачунавања.

### Контраобавештајна делатност
Организује се и спроводи ради откривања, праћења и спречавања обавештајне делатности агресора и његових сарадника, заштите података који им могу користити и откривања обавештајаца и агентурних пунктова убачених у одбрамбено-заштитне снаге. Независно од тога што је контраобавештајна делатност у основи дефанзивна, органи који се њоме баве се најчешће постављају веома офанзивно.

### Демонстрације
Представљају организовано и јавно негодовање, изражавање незадовољства против агресора, његове политике и конкретних мера и поступака против становништва. Остварује се масовним скуповима на јавним местима, и њима су изражени захтеви, жеље, претње и слично.

### Дезинформисање и обмањивање непријатеља.
Представља достављање непријатељу нетачних информација које га доводе у неизвесност и на основу којих доноси погрешне закључке и одлуке, док обмањивање обухвата и скривање података и предузимање низ мера и активности које доводе агресора у сумњу у погледу планираних намера и циљева.

### Диверзије
Диверзије обухватају онеспособљавање објеката експлозивним средствима од стране оружане силе. Не-оружане диверзије представљају акције становништва којима се онеспособљавају објекти које их непосредно користи, обезбеђује или контролише непријатељ, помоћу не-оружаних средстава.

### Саботаже
Смишљена и прикривена делатност појединаца или група ради изазивања материјалне штете у производњи, радној организацији, или објектима на којима раде. Такође представљају и намерно избегавање радних обавеза, пропусти у обављању одређених радњи у процесу производње или вршењу услуга. Ако су плански и стручно изведене, дају највеће ефекте у великим економским системима. Оне се припремају тако да материјалне штете буду веће а да се при томе узрок тешко може открити и отклонити. Може имати огроман негативан утицај на безбедносно стање на територији и међу становништвом.

### Штрајкови
Могу имати материјалне али и политичке ефекте. Њиховим организовањем се отворено изражава непомирљив однос народа према понашању, намерама и поступцима агресора. Спроводе се у производњи, промету, здравственим, културним и другим делатностима са циљем да се нанесу што веће материјалне потешкоће окупационој и војној власти непријатеља..

### Бојкот
Представља организовану непослушност, тј.неспровођење мера и одлука агресора у свим областима живота и рада. Бојкотом се агресор присиљава на уступке, повлачење мера ограничавања права и слобода грађана које је завео или одустајање од оних које намерава да заведе. Да би успео, бојкот мора бити организован, масован, свестран и упоран у остваривању циљева ради којих се изводи.

### Опструкција и резистенција
Опструкција врши уздржавање од сарадње са агресором и његовим институцијама у разним областима живота и рада.
Резистенција се односи на уздржавање од јавних скупова, било да их организује агресор или да се организују у његовом присуству или да је реч о уздржавању од праћења штампе и других публикација агресора и коалиције.